# 1964 Luyten
Az 1964 Luyten (ideiglenes jelöléssel 2007 P-L) a Naprendszer kisbolygóövében található aszteroida. Cornelis Johannes van Houten, Ingrid van Houten-Groeneveld és Tom Gehrels fedezte fel 1960. szeptember 24-én.